# Болонинка
Болонинка — река в Тверской области России.
Протекает по территории Краснохолмского и Весьегонского районов. На некоторых участках по реке проходит граница Тверской и Ярославской областей. Исток — около села Хребтово. Река течёт в основном на северо-восток, впадает в реку Ламь в 19 км от её устья по левому берегу, несколько ниже села Топорищево, стоящего на противоположном берегу Лами. Длина реки составляет 15 км, площадь водосборного бассейна — 33 км².

## Данные водного реестра
По данным государственного водного реестра России относится к Верхневолжскому бассейновому округу, водохозяйственный участок реки — Рыбинское водохранилище до Рыбинского гидроузла и впадающие в него реки, без рек Молога, Суда и Шексна от истока до Шекснинского гидроузла, речной подбассейн реки — Реки бассейна Рыбинского водохранилища. Речной бассейн реки — (Верхняя) Волга до Куйбышевского водохранилища (без бассейна Оки).
Код объекта в государственном водном реестре — 08010200412110000004972.

## Топографические карты
- Лист карты O-37-51. Масштаб: 1 : 100 000. Состояние местности на 1981 год. Издание 1986 г.
- Лист карты O-37-63. Масштаб: 1 : 100 000. Состояние местности на 1981 год. Издание 1986 г.